# Monte di Venere
Il monte di Venere in anatomia umana, e nei mammiferi in generale (chiamato anche monte del pube o semplicemente monte) è un deposito arrotondato di tessuto adiposo situato nella zona pubica, sopra la vulva e l'osso pubico femminile. Durante la pubertà si ricopre di peli.

## Anatomia
Nelle donne il monte di Venere forma la porzione anteriore della vulva. Si divide nelle labbra maggiori (più note come "grandi labbra"), che si estendono fino al perineo e continuano su entrambi i lati della fessura pudenda, circondando le piccole labbra, la clitoride, l'uretra, l'apertura vaginale, e altre strutture del vestibolo vulvare.
La dimensione del monte del pube varia da soggetto a soggetto, a seconda dei livelli ormonali e del grasso corporeo: tende ad essere maggiore nelle donne rispetto alle adolescenti.
Il tessuto adiposo del monte di Venere è sensibile agli estrogeni: questa sensibilità comporta la formazione di un monticello distinto con l'inizio della pubertà; a sua volta questa modificazione spinge la porzione anteriore delle grandi labbra fuori e lontano rispetto all'osso pubico.
Dopo la pubertà, generalmente il monte di Venere si copre di peli pubici e si allarga ulteriormente. Il sistema pilifero si estende poi medialmente verso l'alto e continua in basso verso le grandi labbra.
In seguito alla diminuzione degli estrogeni circolanti che si verifica durante la menopausa, il monte di Venere diviene meno importante e rilevato.

## Etimologia
Il nome di questa formazione anatomica deriva da Venere, dea nella mitologia romana, associata all'amore, alla bellezza e alla fertilità.

## Chirurgia estetica
Sia l'obesità sia la massiccia perdita di peso possono causare rispettivamente un rigonfiamento oppure una ptosi del monte di Venere, causando un profondo imbarazzo alla paziente, la quale può presentarsi al chirurgo estetico chiedendone un intervento per correggere il problema.
Esiste una tecnica di chirurgia estetica, chiamata in inglese monsplasty, che si applica a questa specifica parte del corpo femminile. Si tratta di rimuovere del tessuto adiposo sottostante la pelle del monte di Venere, per renderla più tesa e per avere un ventre e una zona inguinale più magra e sagomata. Questa tecnica è in genere praticata conseguentemente a una improvvisa ed importante perdita di peso, ad esempio dopo un intervento operato precisamente per questo scopo, che può causare nell'individuo una percepita deformità nella zona pubica a causa dell'adipe rimasto in detta zona.